# Prefettura di Dankpen
La prefettura di Dankpen è una prefettura del Togo situato nella regione di Kara con 130.723 abitanti al censimento 2010. Il capoluogo è la città di Guérin-Kouka.